# Didymodon grimmioides
Didymodon grimmioides là một loài rêu trong họ Pottiaceae. Loài này được Duby mô tả khoa học đầu tiên năm 1846.